# Liver Music
Liver Music to kompilacja utworów awangardowej grupy The Residents ułożona przez oficjalny fanklub zespołu Uncle Willie's Eyeball Buddies i wydana w 1990 roku. Zawartość płyty stanowi wybór utworów piosenek zagranych na koncertach w latach 1972 – 1990.

## Lista utworów
1. Diskomo
2. Numb Erone/Satisfaction/Kick a Cat
3. This Is a Man's World
4. Excerpt from "The Snakey Wake”
5. Red Rider/Die in Terror
6. The History of Digital Music (Music Box Punch Card System)
7. Lizard Lady/Semolina
8. Excerpt from "The Party – '72”
9. Ober
10. The History of Digital Music II (The Macintosh Computer – Pre-MIDI)
11. Happy Home/Star Spangled Banner
12. Santa Dog (Live – Cube N.Y.E.)